# Universal (együttes)
Az Universal együttes: 1972-ben a Syconor együttesből alakult magyar együttes. Nevüket Univerzal, Univerzál, sőt helytelenül "Universál" alakban is említik.
Alapító tagok:
- Kapitány Gábor: zongora, szintetizátor
- Király Tamás: dobok, ének
- Kovacsics András: basszusgitár
- Végvári Ádám: szólógitár, ének
- Zwolenszky Ferenc: ének, szaxofon

1978-tól Végvári Ádám a Kati és a Kerek Perec együttes, majd a Neoton Família tagja lett, helyét Lukács László vette át.
Saját dalaik mellett koncertjeiken külföldi slágereket is játszottak. Hangzásuk jellegzetessége volt a többszólamú vokál. Legnagyobb önálló sikereiket 1976 és 1980 között érték el, többször régi slágerek feldolgozásával. 1976 és 1987 között Kovács Kati kísérőzenekara voltak. Tíz év közös munka alatt összesen 2400 közös koncertjük volt, bejárták egész Európát és Ázsiát. Utolsó fellépésük 1987 májusában a Szívdobbanás című nagylemez bemutatója volt az Erkel Színházban. 2002 novemberében az M1 televízióban a Névshowr c. műsorban Kovács Kati meglepetésvendégeként egy dal erejéig újra összeálltak.
2007. május 27-én Dusnokon újra koncertet adtak, amelyet a sikerre való tekintettel Budapesten  megismételtek a dunai Táncsics nevű hajón. A 21 éves kihagyás ellenére is fergeteges siker volt. A zenekar felállása: 2 gitár: Lukács László és Végvári Ádám, Kapitány Gábor, Kovacsics András, Zwolenszky Ferenc, valamint vendégként Bodza Andrea (billentyűsök, ének), valamint az est meglepetés vendége Kovács Kati volt.

## Legnagyobb sikereik
- 1976 Túl minden bolondos álmon
- 1978 Volt-e más bolond?; Elvarázsolt nyár
- 1979 Az nem lehet, hogy ne szeress; Jó éjt
- 1980 Olyan voltam én

## Diszkográfia

### Nagylemez
- 1981 Volt-e más bolond?

Túl minden bolondos álmon (1976)
Egy napig sem bírnám nélküled (1978)
Olyan voltam én (1980)
Elvarázsolt nyár (1979)
Volt-e más bolond? (1978)
Hogyha azt akarod (1980)
Nincs tovább (1980)
Eljövök majd érted (1979)
Bábel (1980)
Jó éjt (1979)
http://kovacsics.hu/images/unilemez.jpg

### Kislemezek
- 1977 Nem kell, hogy csengess / Túl minden bolondos álmon
- 1978 Szerencséd, hogy erre jártam
- 1978 Volt-e más bolond? / Egy napig sem bírnám nélküled
- 1979 Az nem lehet, hogy ne szeress / Jó éjt
- 1980 Bábel
- 1981 Csak légy enyém

### Kiadatlan dalok
- 1976	Eldorado
- 1976	Szerelmedért
- 1976	Majd 2000-től (Fényes Szabolcs–Szenes Iván)
- 1976	Vajon hol voltál
- 1983	Ne haragudj rám
- 1983  Illúzió
- 1984	Őszinte dal
- 1984  Egyszer mindenért fizetni kell
- 1984	Féktávolság
- 1985	Visszatérsz
- 1986	Minden elmúlt már

### Kovács Kati kísérőzenekaraként
- 1977 Csendszóró (4 dal)

Unokahúgomnak az V/A-ba
Nézd a régi képen a lánykát
Ha minden elfogyott
A „Világ Mozgó”
- 1980 Kovács Kati Tíz (mind a 10 dal)
- 1985 Szerelmes levél indigóval (3 dal)

Jaj, de jó, hogy voltál
Hívlak
Gyere el, ha bántanak

#### Kislemezek, válogatások, kiadatlanok Kovács Kati kísérőzenekaraként
- 1977 Rock tanóra
- 1977 Óh, ha rajtam múlna
- 1978 Belépés nemcsak nyúlcipőben
- 1979 Nem kéne mondanom
- 1979 Isten hozzád, kedves városom
- 1979 Élek, ahogy a többiek
- 1979 Menetjegy
- 1979 Álomherceg
- 1979 Várnék rád
- 1980 Szeretni kéne
- 1981 Mindig van valami baj veled (Kovács Kati és Király Tamás)
- 1981 Újra otthon
- 1981 Hol vagy, Józsi
- 1981 Napfényes álom